# Castello di Saint-Maire
Il castello di Saint-Maire (in francese Château Saint-Maire) si trova a Losanna, nel canton Vaud, Svizzera. Si tratta di un bene culturale d'importanza nazionale, la cui costruzione iniziò nel XIV secolo per diventare residenza vescovile.